# Francisco Sarabia (La Independencia)
Francisco Sarabia es una localidad del estado mexicano de Chiapas. Es parte del municipio de La Independencia.

## Toponimia
El nombre de la localidad rinde homenaje a Francisco Sarabia, pionero de la aviación en México.

## Demografía
| Gráfica de evolución demográfica |
|                                  |

| Censo | Población |
| ----- | --------- |
| 1940  | 119       |
| 1950  | 216       |
| 1960  | 268       |
| 1970  | 398       |
| 1980  | 503       |
| 1990  | 914       |
| 2000  | 1 252     |
| 2010  | 1 499     |
| 2020  | 1 787     |